# Кам'яна доба (настільна гра)
Кам'яна доба (англ. Stone Age) — це євро-гра, розроблена Міхаелем Туммельхофером і випущена видавництвом «Hans im Glück» у 2008 році. Це гра на розвиток із тематикою Кам'яного віку, де гравці беруть під контроль плем'я, щоб збирати ресурси та будувати село з наймогутнішим вождем. В Україні локалізована видавництвом «Feelindigo» .
Гравці збирають деревину, добувають камінь і промивають золото з річки. Вони вільно торгують, розширюють своє село та досягають нових рівнів цивілізації. Завдяки балансу удачі та планування, гравці змагаються за їжу в цьому доісторичному часі.

## Компоненти
- 1 ігрове поле
- 4 індивідуальні планшети гравців
- 68 дерев'яних ресурсів
- 40 дерев'яних фігурок людей
- 8 дерев'яних маркерів двох розмірів
- 53 жетони їжі
- 28 жетонів будівель
- 18 жетонів інструментів
- 1 фігурка першого гравця
- 36 карток цивілізації
- 7 кубиків
- 1 шкіряний стакан для кидання кубиків
- 1 інформаційний листок

## Нагороди
- Переможець угорської премії настільних ігор 2017 року [2]
- Переможець офіційного відбору Ludoteca Ideale 2010 [3]
- 2008 Номінація на Spiel des Jahres.
- 2008 2-ге місце у Deutscher Spiele Preis.